# Het maatschappelijk verdrag

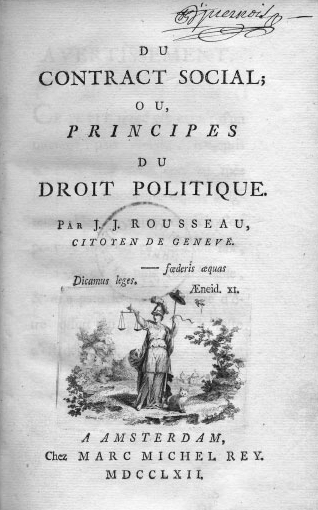
Voorpagina van de eerste druk uit 1762 door Marc-Michiel Rey in Amsterdam. Het boek, waarvoor de uitgever geen privilege had aangevraagd, werd door de Staten-Generaal der Nederlanden verboden.

Het maatschappelijk verdrag of Beginselen der staatsinrichting (oorspronkelijke Franse titel: Du contrat social ou principes du droit politique) is een politiek-staatkundige verhandeling uit 1762 van de Zwitsers-Franse filosoof Jean-Jacques Rousseau. Hierin zet hij zijn visie op de legitimiteit van de macht uiteen, en stelt dat de politieke macht en de wetten terug te voeren zijn op het feit dat de burgers van een samenleving een sociaal contract hebben afgesloten. Dit hield in dat de burgers zich zouden onderwerpen aan de volonté générale of algemene volkswil. Het is deze wil die elke vorm van macht of recht legitimeert. Dat was in tegenstelling met heersende gewoonterecht. Du Contrat social had veel invloed op de Franse Grondwet van 1793.

## Inhoud
Rousseau start vanuit de gedachte dat de mens van nature vrij is maar in verhouding tot andere mensen voortdurend onder machtsrelaties gebukt gaat. Deze machtsrelaties zijn niet natuurlijk maar conventioneel. Machtiger zijn dan de ander komt namelijk simpelweg voort uit kracht: wanneer iemand zijn kracht verliest, verliest hij daarmee ook zijn macht over de ander. Om deze reden kan volgens Rousseau uit kracht nooit een recht op macht over de ander voortvloeien. Het feit dat kracht volledig gelijk is aan het recht op macht, maakt dit ‘recht’ een betekenisloos begrip.
Om een samenleving in te richten waarin geen mens een ander domineert, introduceert Rousseau het sociaal contract. Met dit contract kan de mens zelfbehoud nastreven door zijn krachten te verenigen met die van anderen en zijn individuele vrijheid in te ruilen voor de algemene wil. De algemene wil is de wil van het onverdeelbare geheel van mensen: de samenleving. Het sociale contract gebiedt de mens dus om in zijn handelen de behoeftes van de samenleving voorop te stellen.
Dit is wat Rousseau onder het begrip ‘burger’ verstaat. Een burger handelt ten behoeve van de samenleving. Echter, omdat de burger zelf tegelijkertijd ook de samenleving ‘is’, hebben zijn algemene wil en zijn handelen dus direct betrekking op hemzelf. Op deze manier krijgt de burger burgerlijke vrijheid terug voor de ingeleverde natuurlijke vrijheid. Volgens Rousseau is vrijheid dus het jezelf de wet voorschrijven; de wet zijnde het sociale contract.
Zo beschermt de samenleving zichzelf als één lichaam. Soms kan een individu een individuele wil hebben die de algemene wil schaadt. In dat geval, zo zegt Rousseau, moeten de andere burgers hem dwingen de algemene wil te volgen en zodoende dwingen de burgers hem om vrij te zijn.
Ten slotte heeft Rousseau het nog over eigendom. Hij stelt dat ieder mens het recht heeft om goederen (vaak land) op te eisen. Dit gaat echter gepaard met een aantal voorwaarden. Ten eerste heeft een burger alleen recht op de goederen die hij nodig heeft (om zichzelf te behouden). Ten tweede mogen de goederen niet reeds het eigendom van iemand anders zijn. En ten slotte, als het om land gaat, moet dit landgoed in bezit worden genomen door middel van arbeid en cultivatie, volgens Rousseau het enige teken van eigendom. Andere burgers zullen dit eigendom respecteren wanneer het is verkregen volgens de regels van het sociale contract. Immers, wanneer zij dit niet doen, schaden zij hiermee zichzelf omdat het contract hen gebiedt één belang te hebben.

## Citaten

Portret van Jean-Jacques Rousseau in Armeense kledij door Allen Ramsey in 1766

Volgens Rousseau zal er in elke samenleving ongelijkheid en uitbuiting zijn; dat zijn feiten in het menselijk bestaan, geen vergissingen die kunnen worden hersteld. Het doel kan dus niet zijn de ketenen af te werpen, wat onmogelijk is, maar om een manier te vinden waarop ze vrijelijk worden aanvaard.
Uit Boek I, de openingszin

De mens wordt vrij geboren, maar hij ligt overal in ketenen.

Uit Boek I, hoofdstuk 9:

Feitelijk strekken de wetten altijd tot voordeel van de bezitters en tot nadeel van hen die niets hebben. Daaruit volgt dat de samenlevingstoestand voor de mensen slechts voordelig is, voor zover zij allen iets hebben en niemand van hen te veel heeft.

Uit boek II, hoofdstuk 5:

Wie zijn leven wil behouden op kosten van anderen, moet het ook voor hen geven wanneer dat nodig is.

Men heeft niet het recht iemand ter dood te brengen, zelfs niet om een voorbeeld te stellen, tenzij men hem niet zonder gevaar in leven kan laten.

Uit boek II, hoofdstuk 7:

Wie de wetten redigeert, zal of mag dus geen enkel wetgevend recht hebben, en het volk zelf kan zich niet van dit onoverdraagbaar recht ontdoen wanneer het dat zou willen.

Uit boek II, hoofdstuk 9:

...Hieruit blijkt dat er redenen zijn om uit te breiden en redenen om in te krimpen; en het is niet de geringste gave van de staatkundige om tussen beide de verhouding te vinden die het voordeligst is voor het behoud van de staat.

## Kritiek
Jean-Joseph Mounier vond dat Rousseau er absurde dromen over democratie op na hield en vond het idee dat soevereiniteit aan het volk toebehoorde, even absurd als de gedachte dat de generaal ondergeschikt was aan zijn soldaten, de magistraat aan haar ondergeschikten en de vader aan zijn kinderen.

## Nederlandse vertalingen
- Over het maatschappelijk verdrag, of grondbeginselen van het Staatsrecht, Dordrecht, B.F. Morks, 1794
- Contract social of 't verbond der maatschappij, Harlingen, V. Van der Plaats, 1796
- Het maatschappelijk verdrag, of, Beginselen van staatsrecht, vert. Rene van Westervoort, Amsterdam, Wereldbibliotheek, 1947 (herdrukt tot 1960)
- Het maatschappelijk kontrakt of beginselen van het politiek recht, vert. G. van Roermund, Utrecht, Spectrum, 1977
- Het maatschappelijk verdrag, of beginselen der staatsinrichting, vert. Bert van Roermund in samenwerking met Sandra van den Braak, Meppel, Boom, 1995 (herziene vertaling, herdrukt in 2002 en 2015)